# Saint-Philippe-du-Roule
Saint-Philippe-du-Roule är en kyrkobyggnad i Paris, invigd åt den helige Filippos. Kyrkan är belägen vid Rue du Faubourg-Saint-Honoré i Paris åttonde arrondissement.
Frisen bär inskriptionen: D.O.M.SUB.INVOC.SANCTI.PHILIPPI.APOSTOLI. Detta utläses "Deo Optimo Maximo sub invocatione sancti Philippi Apostoli" och betyder "Åt den allsmäktige Guden, under åkallan av den helige aposteln Filippos".